# Hell's Bay Canoe Trail
Le Hell's Bay Canoe Trail est un sentier aquatique américain dans les comtés de Miami-Dade et Monroe, en Floride. Long d'environ 12,9 kilomètres kilomètres, il est entièrement protégé au sein du parc national des Everglades. Il est classé National Recreation Trail depuis 1981.